# Autel taurobolique de Bordeaux
L’autel taurobolique de Bordeaux, de son nom complet Autel taurobolique offert par Valeria Jullina et Julia Sancta, conservé au Musée d'Aquitaine de cette ville, est un monument commémoratif d’un taurobole, datant du IIe siècle.

## Historique
Cet autel fut découvert, en même temps que d’autres blocs antiques, lors des fouilles sur l’emplacement du fort du Hâ, en 1840-1843, lors de la construction du Palais de Justice, place de la République. Auparavant, ces blocs antiques étaient remployés dans le rempart élevé au Bas-Empire, et en avaient été extraits pour la construction du fort du Hâ en 1454. L’autel était brisé par le milieu, en oblique, en deux parties qui furent découvertes à quelque temps d’intervalle, mais il n’a pas subi d’autres dommages majeurs et a pu être convenablement reconstitué bien que l’ensemble présente une usure importante.

## Description
L’autel, en calcaire, mesure 117 cm de haut (en l’état actuel), 67 cm de largeur et 38 cm d’épaisseur. Dans la partie supérieure, deux coussins encadrent une cuvette circulaire à rebord avec déversoir vers l’arrière. La corniche et le socle sont moulurés. Trois faces présentent un décor en bas-relief : sur la face avant, une tête de taureau parée de bandelettes, surmontée du texte ; la face latérale gauche est décorée d’un bonnet phrygien et d’une harpè, épée du sacrifice à crochet ; la face latérale droite, d’une tête de bélier.
L’inscription, en capitales carrées, porte :
NATALICIVIRIBS
VALER.IVLINA
ET.IVLSANCTA
Il s’agit d’un taurobole effectué pour deux femmes, nommées Valeria Iulina et Iulia Sancta, régénérées (« re-nées ») par les forces vitales (vires, les forces, généralement assimilées aux testicules du taureau castré lors du taurobole). Comme souvent, les femmes sont majoritairement liées au culte de Cybèle.
En l’absence d’autre précision comme le nom du prêtre ou des personnalités de l’époque, la datation de cet autel ne peut se faire avec précision : entre 151 et 300, période du début du culte de Cybèle, et avant l’édification du rempart du Bas-Empire dans lequel il a été remployé.

Vue des côtés
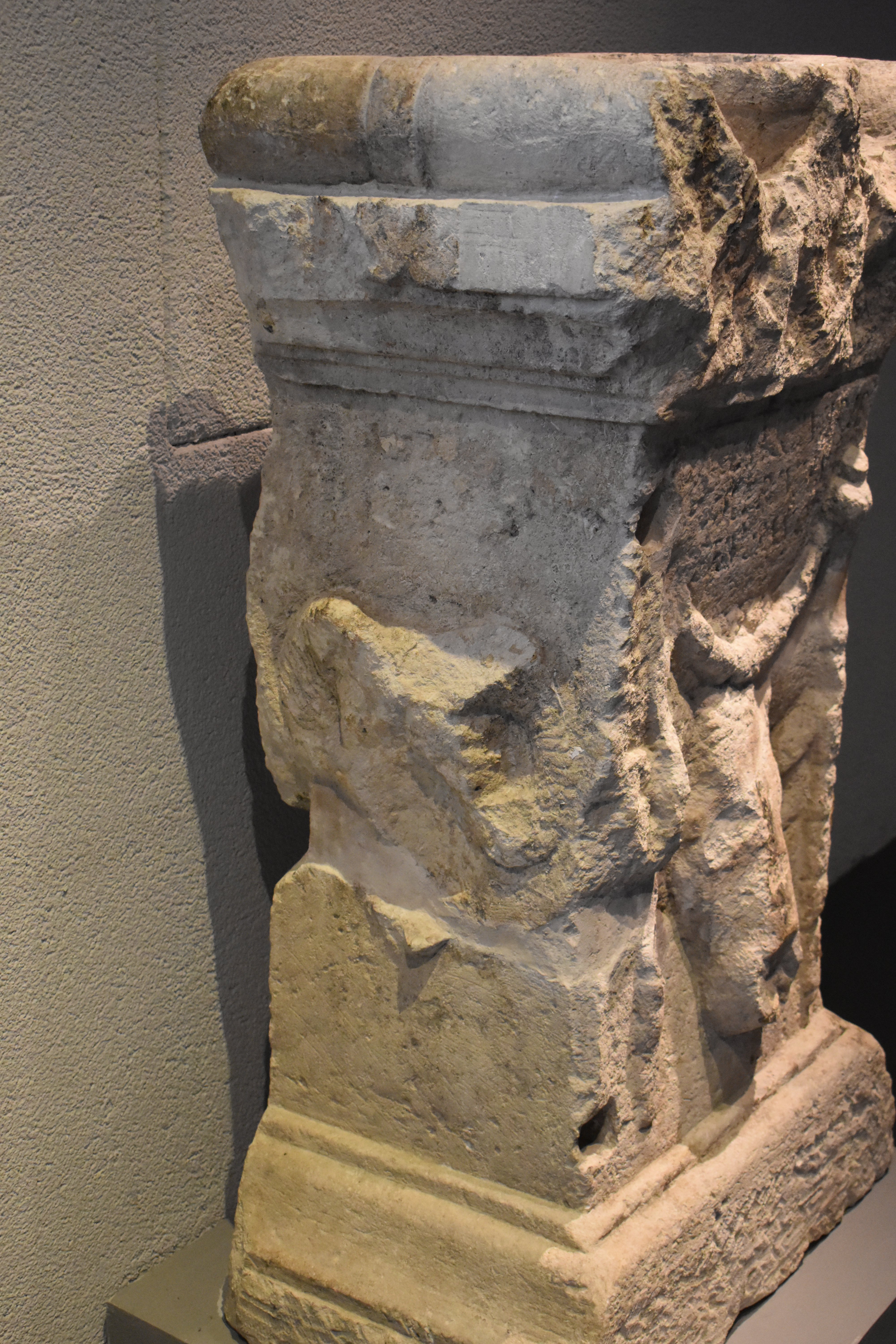
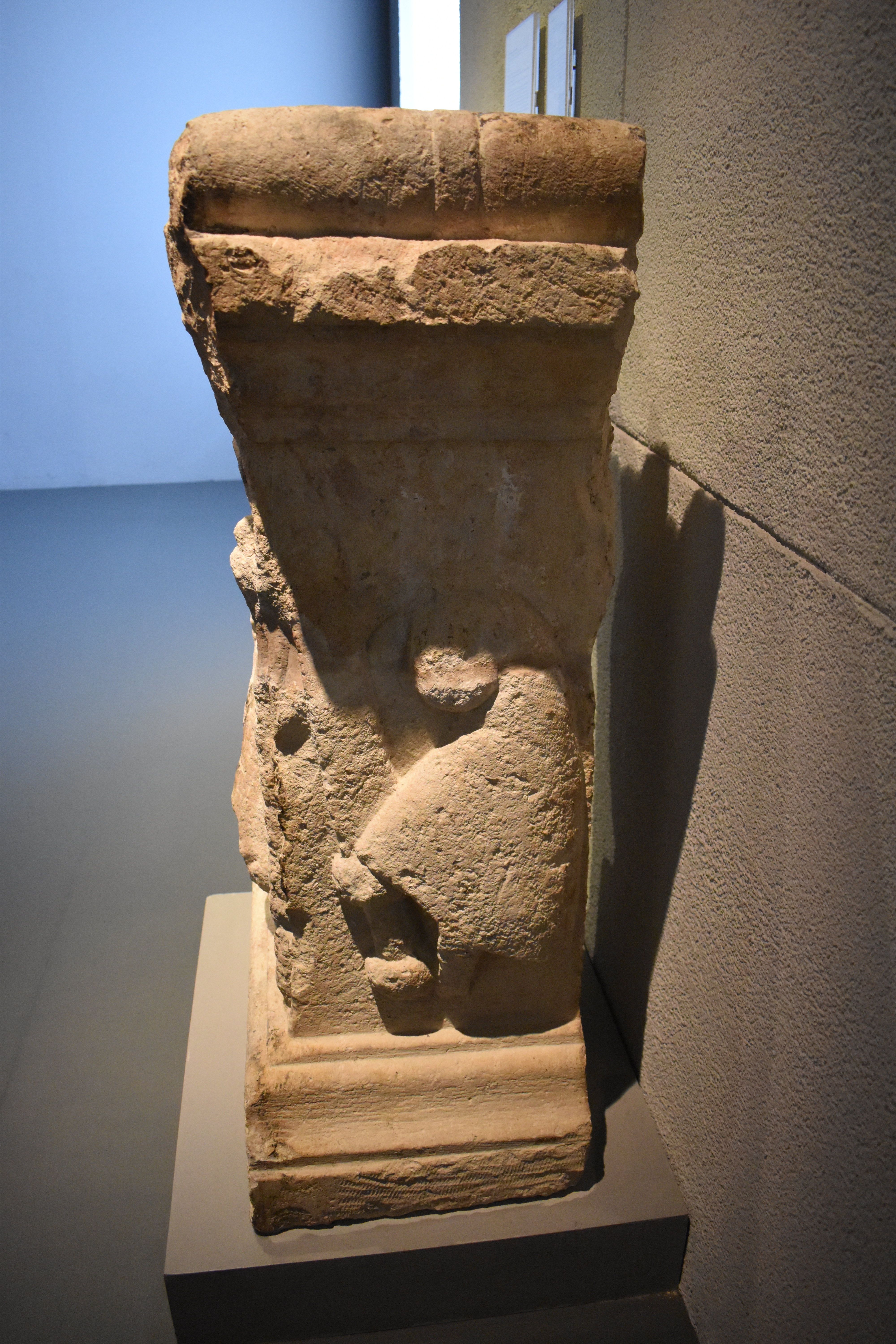

## Culte de Cybèle à Bordeaux
Il est certain que les cultes orientaux, ceux de Cybèle et de Mithra, se sont implantés à Bordeaux comme dans la plupart des villes de la Gaule, entre la fin du IIe et le début du IVe siècle. En témoignent cet autel taurobolique, dont la situation d’origine n’est pas connue, et l’autel à la Tutelle de Bordeaux, élevé à la divinité protectrice de la ville par Marcus Aurelius Lunaris, un sévir revenu sans encombre d’un voyage à York, en Grande-Bretagne, qui représente la déesse Cybèle, un taureau et un prêtre prêt à accomplir le sacrifice. D’autre part, le mithraeum de Bordeaux, découvert en 1986, est le plus grand édifice de ce type en France.

### Sources
- Site PETRAE